# Трипл-дабл
Трипл-дабл (англ. triple-double, дословно тройной двойной или тройная двушка) — баскетбольный термин, означающий набор игроком в одном матче в трёх статистических показателях не менее 10 пунктов (то есть двузначного числа). В качестве показателей могут выступать очки, перехваты, блок-шоты, результативные передачи и подборы. Пример — 16 очков, 11 передач, 12 подборов. Термин впервые был использован в статистике Национальной баскетбольной ассоциации применительно к Мэджику Джонсону, рекордсмену по трипл-даблам в плей-офф. Сделанный трипл-дабл свидетельствует о разносторонности игровых качеств баскетболиста. Самым сложным является набор 10 перехватов — абсолютный рекорд НБА по перехватам в одной игре составляет всего лишь 11, а с 1973 года было всего лишь 19 случаев (в среднем — раз в 2 года), когда баскетболисты делали 10 или 11 перехватов. 10 блок-шотов тоже являются редкостью в НБА — лишь около 130 случаев за последние 36 лет. Одновременно набрать 10 и более перехватов и блок-шотов пока не удавалось никому.

## Виды трипл-даблов
Всего существует 10 комбинаций трипл-даблов:
- Самой распространённой является комбинация очки — подборы — передачи. Таких за сезон в НБА бывает несколько десятков.
- Затем следует вариант очки — подборы — блок-шоты. Прежде такие трипл-даблы случались два раза за сезон в НБА. Но за последние 10 лет, произошло лишь 7 подобных трипл-даблов: Хассан Уайтсайд (4 раза) в сезонах 2014-2015 и 2015-2016, Энтони Дэвис в сезоне 2017/2018, Клинт Капелла в сезоне 2020-2021, Виктор Вембаньяма в сезоне 2023/2024. Обычно такие трипл-даблы делают центровые. Чаще всего такой трипл-дабл делали Дикембе Мутомбо (10), Хаким Оладжьювон (9) и Дэвид Робинсон (9).
- Весьма редким является вариант очки — передачи — перехваты. Известно лишь 6 случаев такого трипл-дабла (Фэт Левер—1985, Клайд Дрекслер—1986, Кевин Джонсон—1993, Муки Блэйлок—1998, Ти Джей Макконнелл—2021 и Элвин Робертсон—1986 в рамках своего квадрупл-дабла)
- Ещё более редкий вариант — очки — подборы — перехваты. Известно 4 случая: Ларри Стил—1974, Клайд Дрекслер—1996, Кендалл Гилл—1999 и опять же Элвин Робертсон—1986 в рамках квадрупл-дабла.
- Очки — передачи — блок-шоты. Известно всего 3 случая, все — в рамках квадрупл-даблов (Нейт Термонд—1974, Хаким Оладжьювон—1990 и Дэвид Робинсон—1994)
- Подборы — передачи— блок-шоты. Те же самые 3 случая в рамках квадрупл-даблов
- Подборы — передачи — перехваты. Элвин Робертсон в рамках своего квадрупл-дабла в 1986 году и Дрэймонд Грин 10 февраля 2017 года
- Никогда не было зарегистрировано в НБА 3 вида трипл-даблов — очки — перехваты — блок-шоты, подборы — перехваты — блок-шоты и передачи — перехваты — блок-шоты

## Рекордсмены в НБА

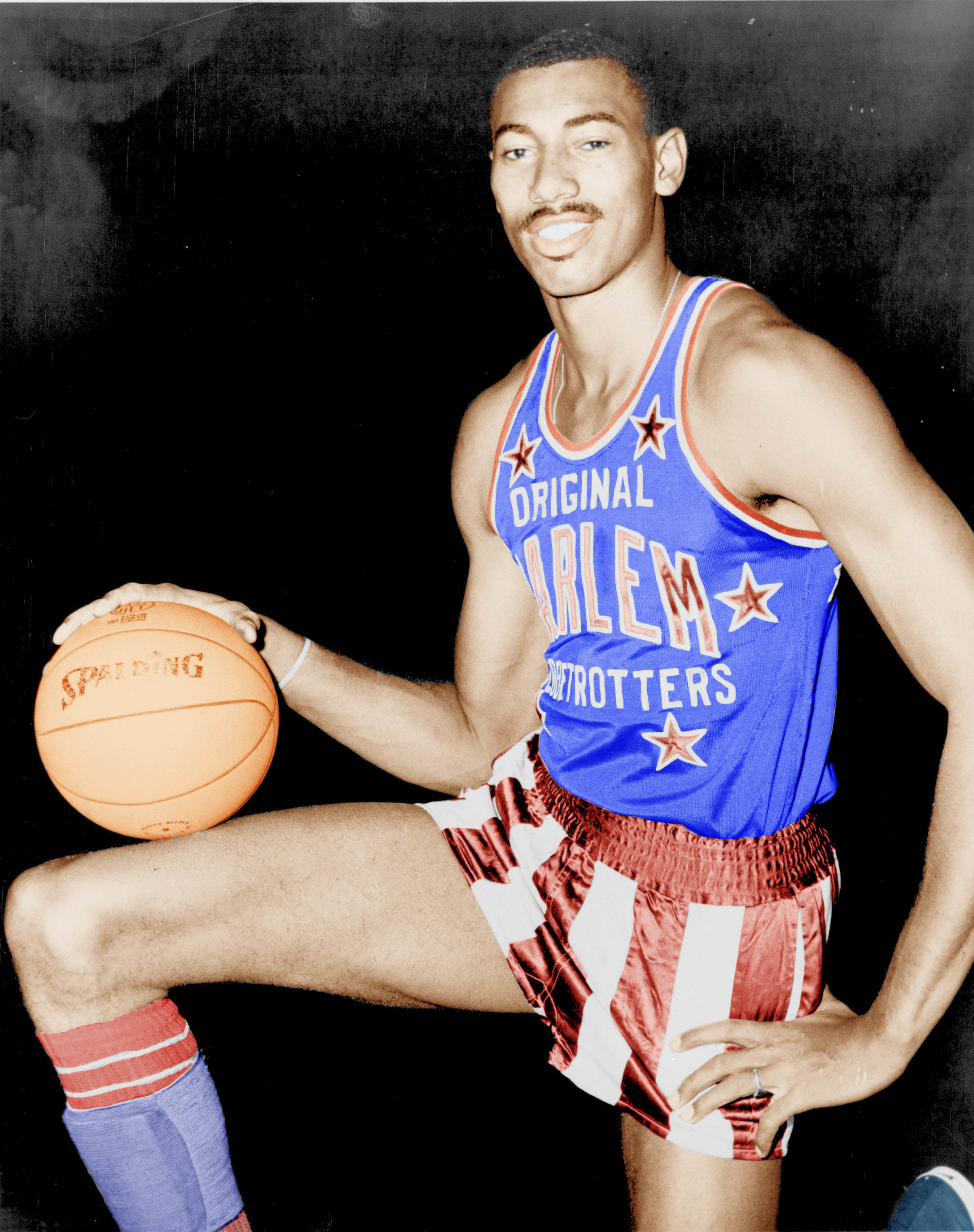
Уилт Чемберлен в 1968 году первым сделал дабл-трипл-дабл

Официально трипл-даблы статистика НБА стала учитывать с сезона 1979/80. В 1980-е количество трипл-даблов в среднем за сезон составляло около 45, при этом около четверти все трипл-даблов в тот период приходилось на Мэджика Джонсона. После ухода Джонсона в 1991 году количество трипл-даблов в НБА снизилось и до середины 2010-х годов составляло около 35 в среднем за сезон. Из тех, кто регулярно делал трипл-даблы в эти годы, можно выделить только Джейсона Кидда, который третьим в истории НБА сделал более 100 трипл-даблов за карьеру. С середины 2000-х достаточно много трипл-даблов делал и Леброн Джеймс. Однако с середины 2010-х годов в НБА появился целый ряд игроков, способных сделать по 10 и более трипл-даблов за сезон, особенно отличался в этом плане Расселл Уэстбрук.
Рекорд НБА по количеству трипл-даблов в регулярном чемпионате (200) удерживает Расселл Уэстбрук.
Оскар Робертсон — первый игрок в истории, кому удалось сделать трипл-дабл в среднем за сезон. В сезоне 1961/62 Оскар набирал в среднем 30,8 очка, делал 12,5 подборов и 11,4 передач. Всего в том сезоне он сделал 41 трипл-дабл (если бы Оскар провёл только один этот сезон в НБА, то он занял бы 14-е место по количеству трипл-даблов в истории). Расселл Уэстбрук — второй игрок, кому удавалось делать трипл-дабл в среднем за сезон, при чём он добился этого в трёх сезонах подряд: 2016/17 (31,6 очка, 10,7 подбора и 10,4 передачи), 2017/18 (25,4 очка, 10,1 подбора и 10,3 передачи) и 2018/19 (22,9 очка, 11,1 подбора и 10,7 передачи). В сезоне 2016/17 Уэстбрук установил рекорд по количеству трипл-даблов за сезон — 42 (в том числе 17 в выездных матчах). В сезоне 2020/21 в составе «Вашингтон Уизардс» Уэстбрук набирал в среднем 22,2 очка и делал 11,5 подбора и 11,7 передачи.
Рекордная серия из трипл-даблов подряд удалась в 2019 году Расселлу Уэстбруку — 11 матчей. Уилт Чемберлен первый, кому удалось сделать «дабл-трипл-дабл» — набрать в 3 показателях минимум по 20 пунктов. Это произошло 2 февраля 1968 года — 22 очка, 25 подборов и 21 передача. Второй игрок, которому удалось выполнить «дабл-трипл-дабл» — Расселл Уэстбрук. Произошло это 3 апреля 2019 года в матче против «Лейкерс» — 20 очков, 20 подборов и 21 передача.

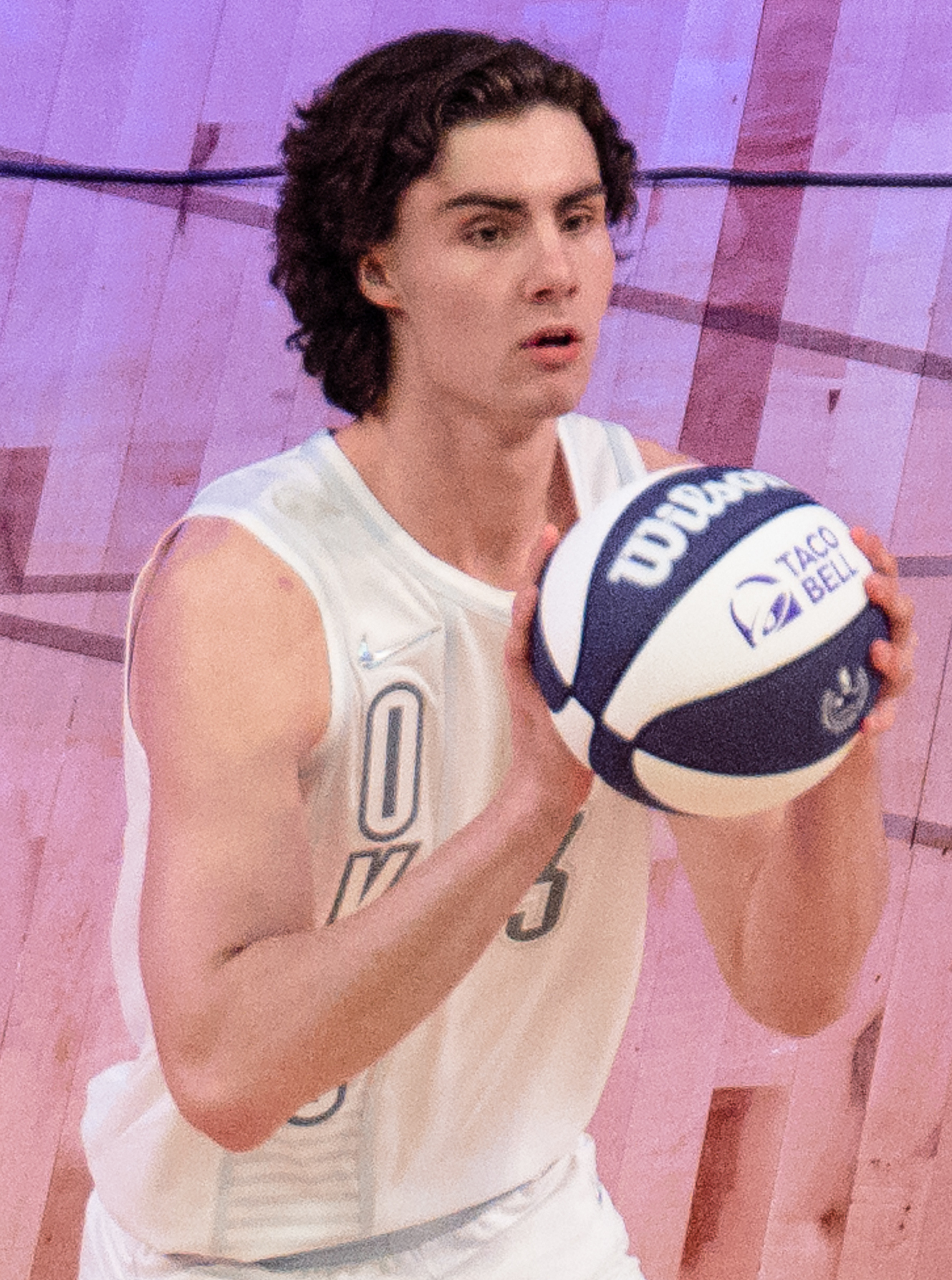
Джош Гидди — самый молодой автор трипл-дабла в НБА

Самый молодой автор трипл-дабла в НБА — Джош Гидди из клуба «Оклахома-Сити Тандер» (19 лет и 84 дня), 2 января 2022 года в игре против «Даллас Маверикс» он набрал 17 очков, сделал 13 подборов и 14 передач. Самый возрастной игрок, сделавший трипл-дабл в НБА, — Карл Мэлоун из «Лос-Анджелес Лейкерс» 28 ноября 2003 года в матче против «Сан-Антонио Спёрс»  сделал трипл-дабл в возрасте 40 лет и 127 дней (за всю историю НБА лишь двое игроков - Карл Мэлоун и Леброн Джеймс - сделали трипл-дабл в матчах регулярного чемпионата в возрасте старше 40 лет). 

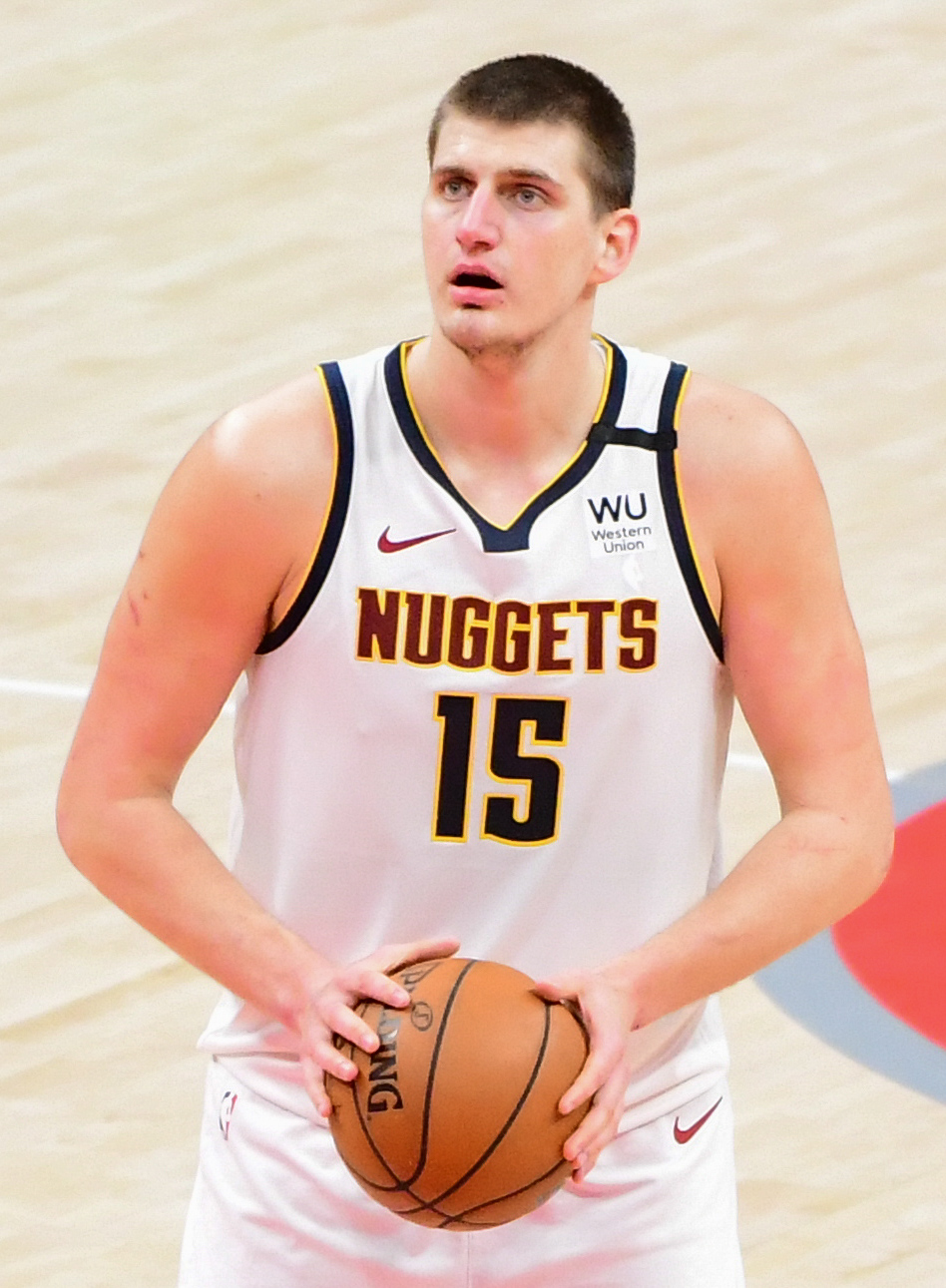
Никола Йокич — лучший по трипл-даблам среди европейцев и автор самого быстрого трипл-дабла в НБА

Самый быстрый трипл-дабл в истории НБА — Никола Йокич из «Денвер Наггетс» затратил 14 минут и 33 секунды в игре против «Милуоки Бакс» 15 февраля 2018 года. Предыдущий рекорд держался с 1955 года.
Самый результативный матч с трипл-даблом на счету Джеймса Хардена из «Хьюстон Рокетс» — 60 очков, 10 подборов и 11 передач 30 января 2018 года в матче против «Орландо Мэджик».
Рекорд по передачам в рамках трипл-дабла (по 24) делят сразу три игрока — Айзея Томас (7 февраля 1985), Рэджон Рондо (29 октября 2010) и Расселл Уэстбрук (10 января 2019 и 3 мая 2021).
Единственный трипл-дабл в истории НБА без 10 набранных очков на счету Дрэймонда Грина из «Голден Стэйт Уорриорз» — 10 февраля 2017 года в матче против «Мемфис Гриззлис» он набрал только 4 очка, но сделал 12 подборов, 10 передач и 10 перехватов. Также в этой игре он сделал 5 блок-шотов.
В истории НБА было зафиксировано 15 случаев, когда в одном матче два трипл-дабла делали одноклубники. При этом с 1989 по 2018 год был всего один один такой случай, а с декабря 2018 года уже восемь таких. 11 февраля 2019 года в игре с «Портленд Трэйл Блэйзерс» Пол Джордж и Расселл Уэстбрук стали первыми в истории одноклубниками, которые оформили трипл-даблы с 20 и более набранными очками. 20 мая 2019 года Стефен Карри и Дрэймонд Грин из «Голден Стэйт Уорриорз» стали первыми в истории одноклубниками, сделавшими трипл-дабл в одном матче плей-офф. С сезона 1983/84 было также 26 случаев, когда трипл-дабл делали игроки соперничающих команд (в том числе 15 случаев с начала 2018 года).

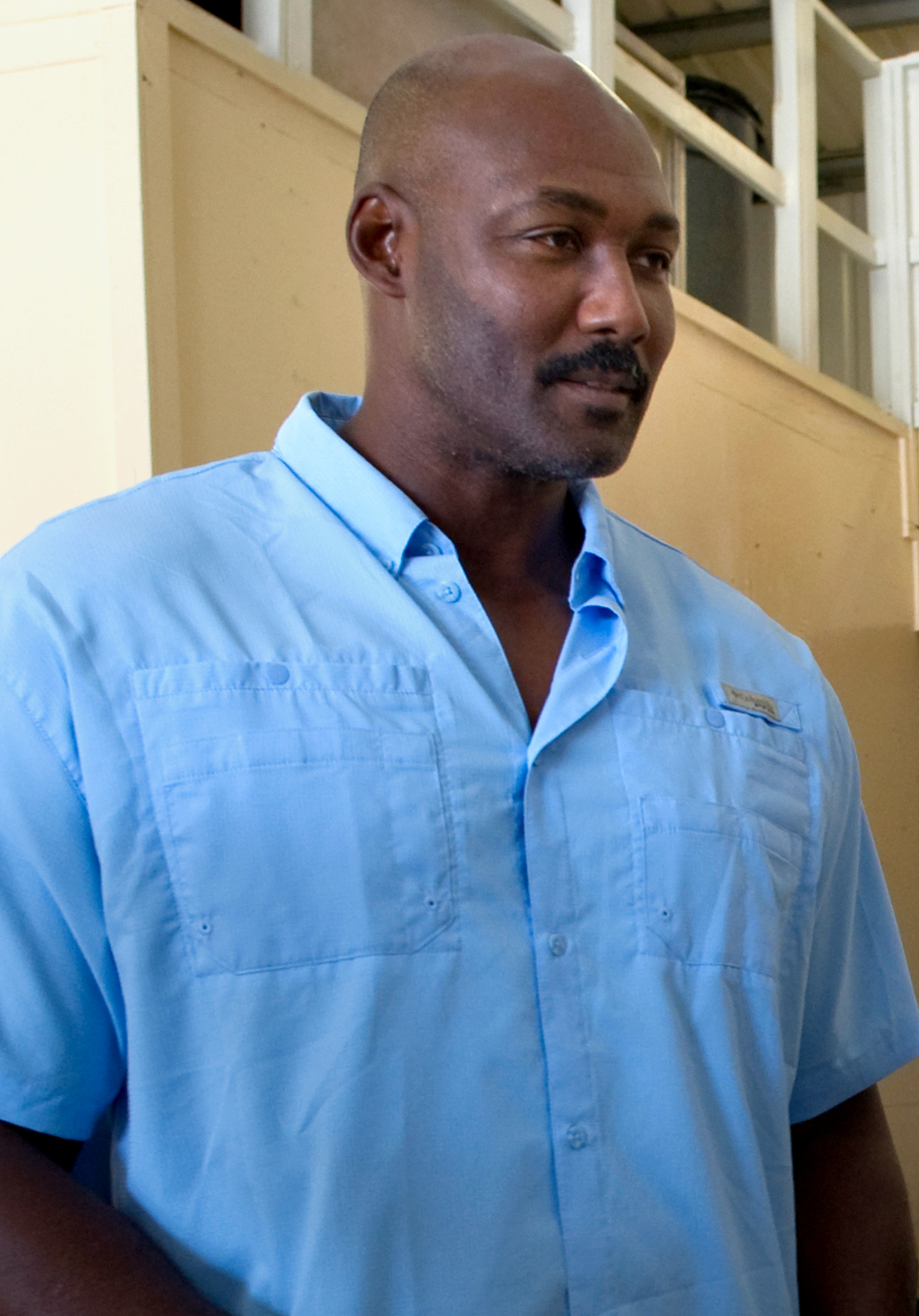
Карл Мэлоун - самый возрастной автор трипл-дабла в НБА

Рекорд в играх плей-офф (30) принадлежит Мэджику Джонсону. По имеющимся данным за всю историю НБА в играх плей-офф лишь восемь человек сумели сделать 10 и более трипл-даблов. Леброн Джеймс — второй игрок, кому удалось сделать более 20 трипл-даблов в плей-офф. При этом Джеймс лидирует по количеству трипл-даблов в финальных сериях НБА — 10 (у Джонсона — 8). Третьим с 16 трипл-даблами идёт Никола Йокич.

### Регулярные сезоны

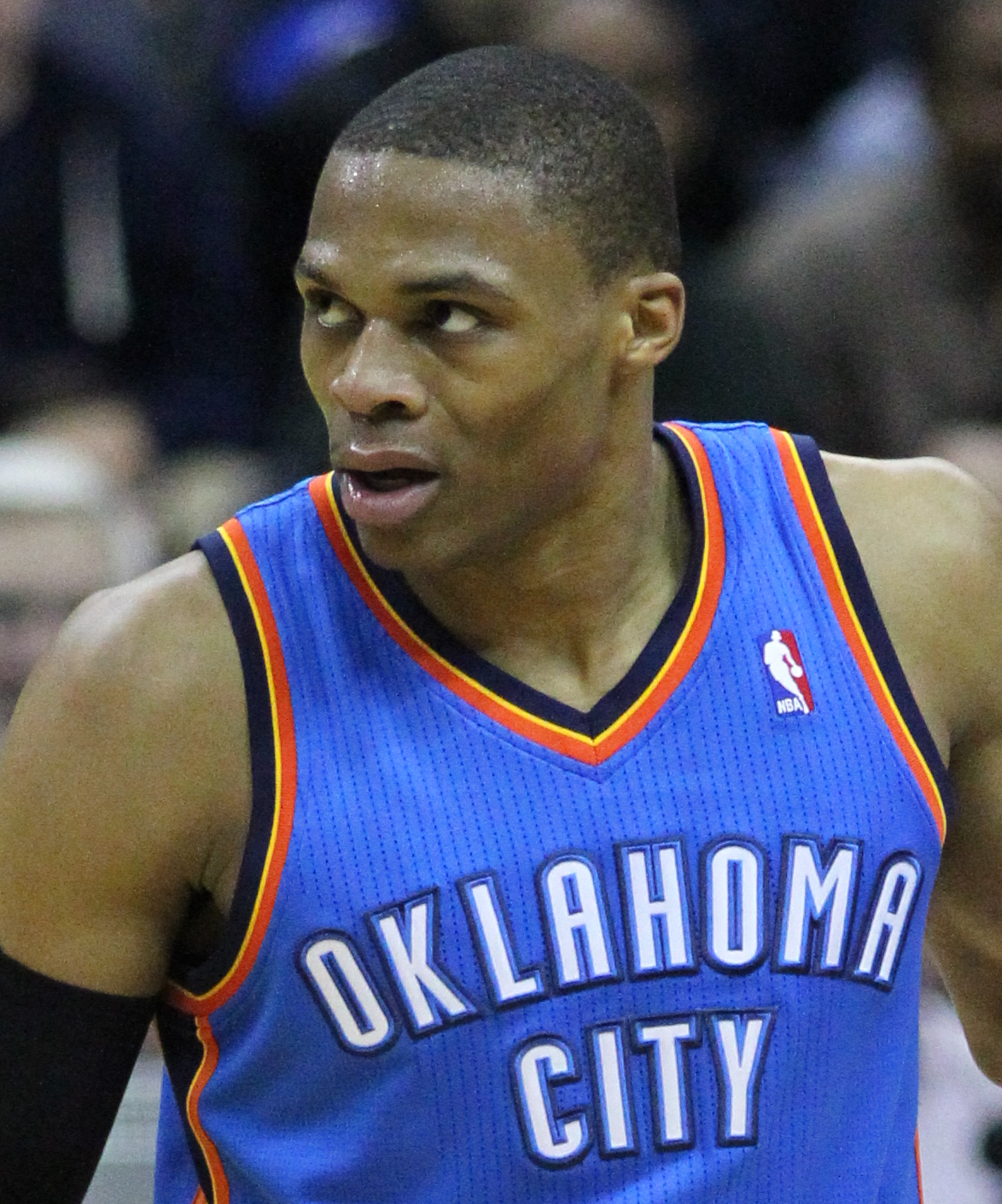
Расселл Уэстбрук — лучший в истории по трипл-даблам

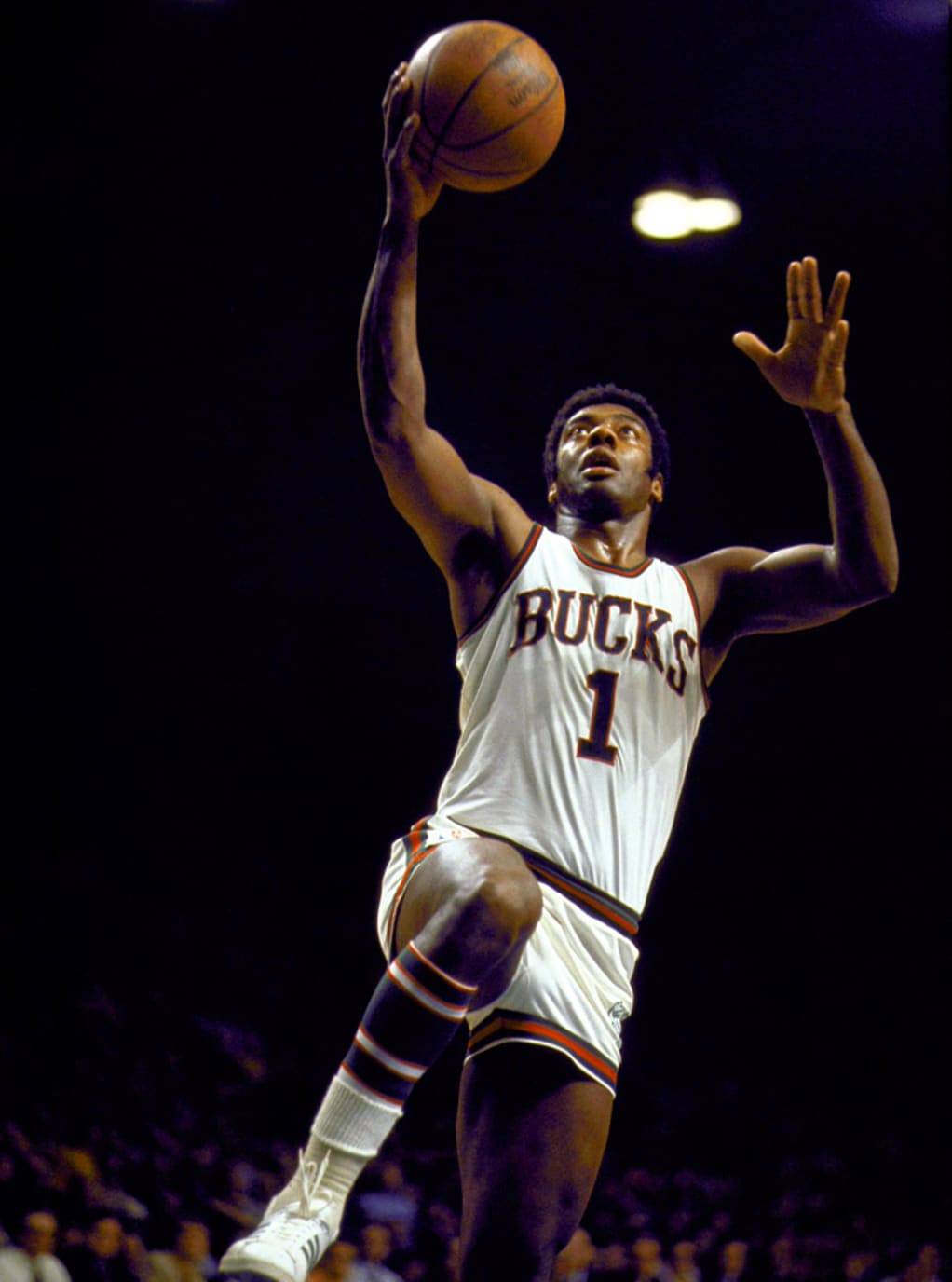
Оскар Робертсон лидировал по трипл-даблам за карьеру более 50 лет

Выделены игроки, продолжающие карьеру
| №  | Игрок            | Кол-во | Годы       |
| -- | ---------------- | ------ | ---------- |
| 1  | Расселл Уэстбрук | 203    | 2008—н. в. |
| 2  | Оскар Робертсон  | 181    | 1960—1974  |
| 3  | Никола Йокич     | 164    | 2015—н. в. |
| 4  | Мэджик Джонсон   | 138    | 1979—1996  |
| 5  | Леброн Джеймс    | 122    | 2003—н. в. |
| 6  | Джейсон Кидд     | 107    | 1994—2013  |
| 7  | Лука Дончич      | 82     | 2018—н. в. |
| 8  | Джеймс Харден    | 80     | 2009—н. в. |
| 9  | Уилт Чемберлен   | 78     | 1959—1974  |
| 10 | Домантас Сабонис | 67     | 2016—н. в. |
| 11 | Ларри Бёрд       | 59     | 1979—1992  |
| 12 | Яннис Адетокунбо | 54     | 2013—н. в. |
| 13 | Фэт Ливер        | 43     | 1982—1994  |
| 14 | Дрэймонд Грин    | 33     | 2012—н. в. |
| =  | Боб Коузи        | 33     | 1950—1970  |
| =  | Бен Симмонс      | 33     | 2016—н. в. |
| 17 | Рэджон Рондо     | 32     | 2006—2022  |
| 18 | Джон Хавличек    | 31     | 1962—1978  |
| 19 | Грант Хилл       | 29     | 1994—2013  |
| 20 | Майкл Джордан    | 28     | 1984—2003  |

### Игры плей-офф

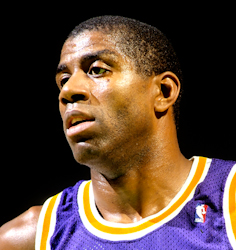
Мэджик Джонсон — рекордсмен НБА по количеству трипл-даблов в плей-офф

Не менее 10 трипл-даблов. Выделены игроки, продолжающие карьеруNBA & ABA Career Playoff Leaders and Records for Triple-Doubles
| №   | Игрок            | Кол-во | Годы       |
| --- | ---------------- | ------ | ---------- |
| 1   | Мэджик Джонсон   | 30     | 1979—1996  |
| 2   | Леброн Джеймс    | 28     | 2003—н. в. |
| 3   | Никола Йокич     | 21     | 2015—н. в. |
| 4   | Расселл Уэстбрук | 12     | 2009—н. в. |
| 5   | Джейсон Кидд     | 11     | 1994—2013  |
| 6-9 | Лука Дончич      | 10     | 2018—н. в. |
| 6-9 | Ларри Бёрд       | 10     | 1979—1992  |
| 6-9 | Рэджон Рондо     | 10     | 2006—н. в. |
| 6-9 | Дрэймонд Грин    | 10     | 2012—н. в. |

### Европейский баскетбол
В европейском баскетболе Трипл-дабл является очень редким явлением. В первую очередь, это связано с меньшей продолжительностью матчей (40 минут вместо 48). Кроме того, сама игра по правилам FIBA является более командной и менее зависимой от индивидуальной статистики. Наконец, по правилам FIBA результативные передачи засчитываются гораздо более строго, чем в НБА. За всю историю Евролиги зафиксировано всего 9 трипл-даблов (все очки — подборы — передачи), причем лишь 4 из них — в новейшей истории.
| Игрок                 | Сезон                 | Команда             | Соперник         | Очки | Подборы | Передачи |
| Кит Уильямс           | 1992-1993             | Шлёнск Вроцлав      | Динамо - Тбилиси | 30   | 10      | 16       |
| Василий Карасёв       | 1994-1995             | ЦСКА Москва         | Олимпиакос       | 21   | 10      | 10       |
| Билл Эдвардс          | 1999-2000             | ПАОК                | Шоле Баскет      | 24   | 15      | 10       |
| Деррик Фелпс          | 2001-2001 (Супролига) | Альба Берлин        | Ираклис          | 11   | 10      | 12       |
| Никола Вуйчич         | 2005-2006             | Маккаби (Тель-Авив) | ПРОКОМ Сопот     | 11   | 12      | 11       |
| Никола Вуйчич         | 2006-2007             | Маккаби (Тель-Авив) | Олимпия Любляна  | 27   | 10      | 10       |
| Ник Калатес           | 2018-2019             | Панатинаикос        | Будучност        | 11   | 12      | 18       |
| Коди Миллер-Макинтайр | 2023-2024             | Баскония            | АСВЕЛ            | 11   | 11      | 20       |

В чемпионате России среди мужских команд с 1994 года зафиксировано всего 21 трипл-дабл, из них 11 в период Единой лиги ВТБ. Рекордсменом чемпионата России с 3-мя трипл-даблами является Евгений Пашутин. Также трое баскетболистов: Сергей Панов, Валерий Тихоненко и Коди Миллер-Макинтайр - сделали в чемпионате страны по 2 трипл-дабла.
| Игрок                          | Сезон     | Команда                   |
| Сергей Панов                   | 1994-1995 | ЦСКА (Москва)             |
| Валерий Тихоненко (дважды)     | 1995-1996 | ЦСК ВВС (Самара)          |
| Евгений Пашутин                | 1995-1996 | Автодор (Саратов)         |
| Евгений Пашутин (дважды)       | 1996-1997 | Автодор (Саратов)         |
| Владимир Петроковский          | 1997-1998 | Енисей (Красноярск)       |
| Сергей Иванов                  | 2000-2001 | Динамо (Майкоп)           |
| Сергей Панов                   | 2001-2002 | Урал-Грейт (Пермь)        |
| Теодорос Папалукас             | 2005-2006 | ЦСКА (Москва)             |
| Виктор Хряпа                   | 2012-2013 | ЦСКА (Москва)             |
| Аарон Майлз                    | 2013-2014 | Красные крылья (Самара)   |
| Бернард Кинг                   | 2013-2014 | Красный Октябрь Волгоград |
| Джереми Чаппелл                | 2013-2014 | Триумф МО (Люберцы)       |
| Скотт Мачадо                   | 2014-2015 | Калев (Таллин)            |
| Коди Миллер-Макинтайр (дважды) | 2017-2018 | Парма (Пермь)             |
| Энтони Хики                    | 2021-2022 | БК Астана                 |
| Марио Хезоня                   | 2021-2022 | УНИКС (Казань)            |
| Калеб Агада                    | 2023-2024 | Автодор (Саратов)         |

В чемпионате России среди женских команд за этот же период зафиксировано 23 трипл-дабла. Рекордсменкой страны является центровая БК «Вологда-Чеваката» Мария Калмыкова с 5 трипл-даблами в сезонах 2000-2001 и 2001-2002. Кроме того, она является автором первого в истории российского баскетбола квадрупл-дабла и единственного в истории страны на профессиональном уровне: в 2001 году в матче с Курским «Динамо», набрала 20 очков, сделала 15 подборов, 11 голевых передач и 10 блок-шотов.